# ランニング・トゥ・スタンド・スティル
『ランニング・トゥ・スタンド・スティル』（Running to Stand Still）は『ヨシュア・トゥリー』（The Joshua Tree）に収録されているU2の楽曲である。

## 概要
『焔（The Unforgettable Fire）』に収録されている「Bad」や「Wire」と同じくアイルランドのヘロインをテーマにした曲で、アダムは「Bad PartⅡ」と評している。1986年にはThin Lizzyのフィル・ライノットもヘロインの過剰摂取で亡くなっており、いまだヘロインは深刻な社会問題だった。
1985年のライブエイドの際、「Bad」の挿入歌として歌われたルー・リードの「Walk On The Wild Side」、そしてエルトン・ジョンの「Candle In the Wind」にインスパイアされて、ウィンドミル・レーン・スタジオでのセッション中に生まれた曲。エッジが他の何かの曲のコードを弾いていると、ダニエル・ラノワがギターでそれに加わり、他のメンバーも続いた。オーバーダブなしで皆で一緒に演奏したことが功を奏し、その初期のヴァージョンは完成ヴァージョンにかなり近いものだったという。当初のタイトルは「Scrape」だった。
ヴァン・モリソンの影響が垣間見られ、ブルース・スプリングスティーンの『Nebraska』との共通点を指摘する批評も相次いだ。2013年、ルー・リードが亡くなった時には、ボノはこの曲をルーやThe Velvet UndergroundがU2に音楽的な影響を与えたことを示す明白な証拠と述べている。
曲の舞台となっているのは『Boy』収録の「Shadows and Tall Trees」でもお目見えした、ボノが生まれ育ったダブリンのCedarwood Roadにほど近いバリミュン地区のセブン・タワーズ 。歌詞に「I see seven towers But I only see one way out」というフレーズがでてくる。子供の頃はボノたちの遊び場でもあったのだが、コミュニティの絆が崩壊したことで、段々環境が悪化してきて、やがてヘロイン中毒者がウロウロするような場所に成り果てしまった。そしてひと頃、ボノの旧友でVirgine Prunesのメンバーでもあるグッギがここに住みこんで問題に取り組んでいたことがあり、彼からここに住んでいる希望のない人たちの話を聞いたボノは、これを社会問題と認識し、曲のテーマにすることを思いついたのだ。
セブンタワーズに住むジャンキーの夫婦が、家賃とヘロイン代を捻出するためにアムステルダムからダブリンまでヘロインの運び屋をやっていたという話を元にしており、「Red Hill Mining Town」と同じく、社会問題そのものを扱うのではなく、それが個人的な人間関係にどんな関係を及ぼすのかに焦点を当てている。ヴィム・ヴェンダースの映画「パリ、テキサス」のラスト、ハリー・ディーン・スタントンとナターシャ・キンスキーの会話のシーンからもインスピレーションを受けたそうだ。
タイトルはボノが兄のノーマンに商売の状態を尋ねた時、「It's like running to stand still（まるで立ち止まるために走っているようだ）」と答えたのに由来する。この曲が発表される以前は、あまり馴染みのない言葉だったが、『The Joshua Tree』が爆発的にヒットすると、この言葉もジャーナリズム、アカデミズムその他で頻繁に使われるようになった。ちなみにU2の「One Tree Hill」にタイトルが由来するアメリカのテレビドラマ「ワン・トゥリー・ヒル」には「Running to Stand Still」というエピソードがある。
この曲のおかげでセブン・タワーズは有名になり、ダブリンのガイドブックにも載るようになったが、住民の間からは不満も上がっている。

2006年、元住民のリン・コナリーという女性が『The Mun: Growing Up in Ballymun』という本を著し、70年代～80年代のセブン・タワーズの思い出を綴った。その中でリンはたしかにセブン・タワーズはヘロインの問題を抱えており、当時、彼女も逃げ出したいと思っていたが、同時に、ウイットに富んだ住民や助け合いの精神などいいことも沢山あり、あの曲は住民たちに悪影響を与えたと述べている。
『Running to Stand Stil』の中でU2がなんといおうと、明らかに出口は１つ以上あった」「失業者を描くのに想像力はそんなに必要ない。バリミュン地区に住み、あの曲を聴いて、自分たちのヒーローの言うことに賛同すればいいだけだから」また彼女はボノがバリミュン地区で生まれ育ったという誤った認識の下、「恐らくボノは寝室の窓から環境のいいCedarwood Road を眺めながら、いつか豪邸に住みたいなんて思っていたのね。
ちなみに2000年代半ばにはセブン・タワーズは再開発の対象となった。

## ライブ
The Joshua TreetuaツアーからZoo TVツアーにかけて頻繁に演奏され、その際、アルバムと同じ曲順で、「Bullet the Blue Sky」の後に演奏された。エッジがピアノを弾き、ボノがギターを弾くスタイルが定番だが、Zoo TVツアーでは、ステージでエッジがフェンダー・ストラクチャーをかき鳴らし、テレビのプロデューサーに扮してBステージに立ったボノが、最後、裾を捲り上げて腕に注射を打つ真似をするパフォーマンスを行った。

## カバー
- Elbow (2009)

戦災児童支援団体・War Childがアイコン的なミュージシャンに自分の曲を1曲選んでもらんで、お気に入りの若いミュージシャンにカバーさせた『War Child Presents Heroes』というコンピに、イギリスの人気バンド・ElbowのRunning to Stand Stillのカバーが収録されている。